# علم‌الدین سخاوی
ابوالحسن، علی بن محمد سخاوی شهرت‌یافته به علمُ الدین سخاوی (۱۱۶۳م - ۱۲۴۴م) فقیه برجستهٔ مصری در قرائت، تفسیر، اصول و حدیث؛ زبان‌شناس، ادیب و شاعر عربی بود.

## آثار
- هدایة المرتاب و غایة الحُفّاظ و الطلّاب فی معرفة متشابهات القرآن
- عَمدة المفید و عُدّة المجید
- جمال القرّاء و کمال الإقراء
- الکوکب الوقّاد فی الاعتقاد
- سِفر السعادة و سفیر الافادة
- شرح المفضل للزمخشری
- ذات الحُلل و مَهاة الکُلل
- منظومة فی متشابه القرآن
- شرح حِرز الأمانی
- أرجوزة فی سیرة النبی
- القصائد السبع
- کتاب تفسیر القرآن
- منظومة فی أحزاب القرآن
- تحفة الفَرّاض و طرفة المهذّب المرتاض
- شرح أحاجی الزمخشری النحویة
- إخوانیات مع کمال‌الدین الشریشی